# Comerç interior

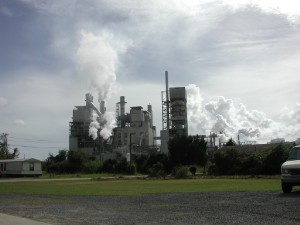
Fàbrica de paper. Els majoristes poden anar a comprar allí directament tones de paper per a repartir en diferents negocis

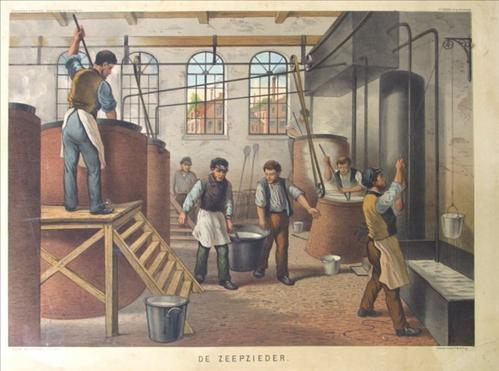
Els detallistes poden anar a la fàbrica de sabó, i comprar-ne una petita quantitat per a vendre-la en algun negoci seu o directament sense negoci a persones

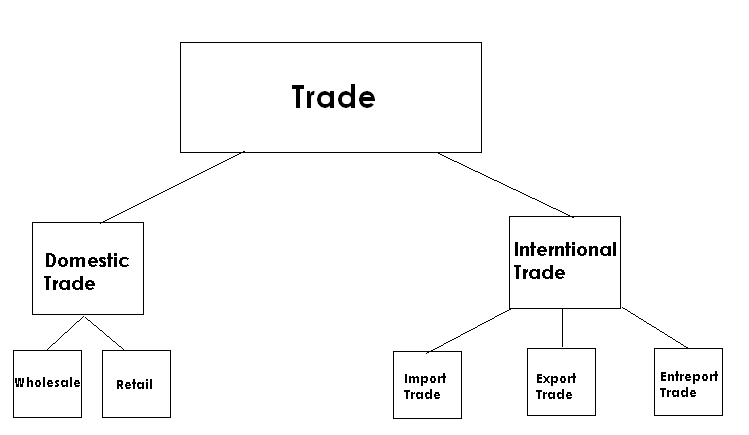

El comerç interior és aquell tracte de compravenda de productes i serveis que es realitza dins d'un mateix estat, de les fronteres d'un mateix estat, sobre el que l'administració pot condicionar les pràctiques comercials. En funció de les seves dimensions, un mercat pot ser local, regional o nacional, i es distingeixen dos grans tipus, el comerç a l'engròs o majorista, i el comerç al detall o minorista
El comerç interior és vital per al desenvolupament econòmic d'un país doncs el flux de diners dins de l'economia és constant per l'intercanvi de mercaderies que provoca un gran volum d'activitat econòmica, i ajuda al repartiment de la riquesa generant ingressos entre ciutadans via impostos.

## Comerç a l'engròs o majorista
El comerç a l'engròs o majorista consisteix en la compra directa als centres de producció, comprant grans quantitats de mercaderies per tal de distribuir-les en volums més petits a comerciants o a grans usuaris. Exemple: Nosaltres anem a una fàbrica de joguines, i comprem moltes unitats per a després distribuir-les per a diferents botigues.

## Comerç detallista o minorista
Els minoristes, o detallistes, poden anar també a les indústries a on s'originen els productes en els quals estan interessats, però en lloc de comprar grandíssimes quantitats, en compren menys, i no per a tornar a vendre a algú que ho tornarà a vendre, si no per vendre ja el producte al consumidor final. En les darreres dècades, el comerç minorista ha sofert una profunda transformació.